# Krupp-Hauptverwaltung

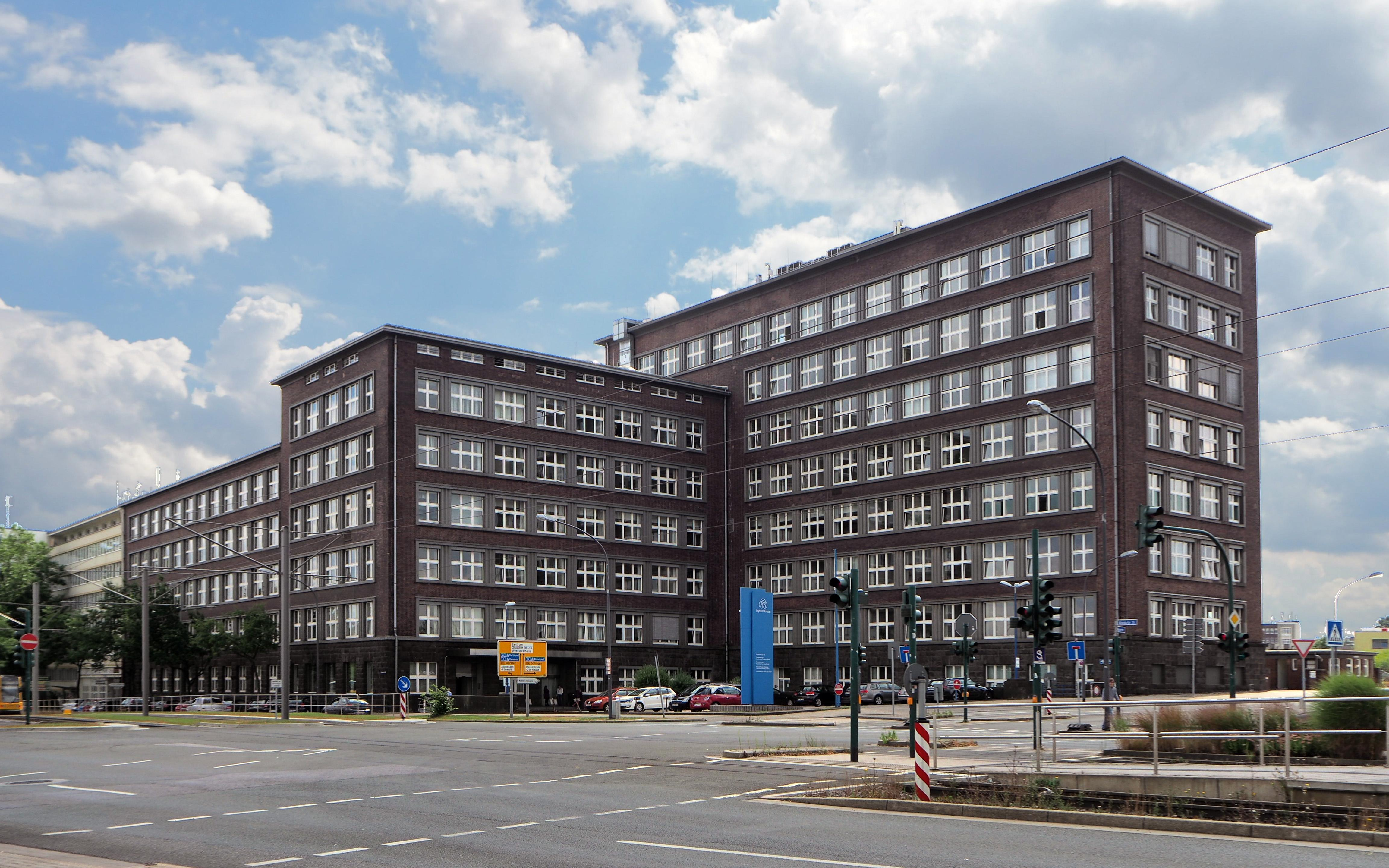
Erhaltenes Krupp-Hauptverwaltungsgebäude, errichtet 1938

Von der ehemaligen Krupp-Hauptverwaltung im Essener Westviertel ist nur noch ein Gebäude an der Altendorfer Straße 103 erhalten. Das eigentliche Hauptgebäude mit Sitz der Friedrich Krupp AG, auch Turmhaus genannt, lag gegenüber nördlich der Altendorfer Straße. Es wurde nach schweren Kriegsschäden mit Vereinfachungen instand gesetzt und 1976 abgerissen. Ein weiteres, älteres Hauptverwaltungsgebäude aus dem Jahre 1874 wurde 2005 abgebrochen.

## Erhaltenes Gebäude
Das noch heute erhaltene Verwaltungsgebäude wurde 1939 errichtet und zählt damit zu den jüngsten Bauwerken inmitten der damaligen Krupp-Gussstahlfabrik. Ursprünglich befanden sich hier Büroräume der Artilleriekonstruktion. Das Gebäude, das heute zur Route der Industriekultur gehört, war durch eine geschlossene Verbindungsbrücke an das sogenannte Turmhaus auf der gegenüberliegenden Straßenseite angeschlossen.
Bis zuletzt war das Gebäude im Besitz von ThyssenKrupp. Im August 2022 beschloss der Rat der Stadt Essen, es samt zugehöriger Grundstücke anzukaufen, was wenig später umgesetzt wurde. Geplant ist, dass die rund 13.000 Quadratmeter Bürofläche des gesamten Gebäudes im Mai 2025 vom Amt für Soziales und Wohnen bezogen wird, das sich noch in der Steubenstraße 53 befindet. Dazu bedarf es einer vorherigen Sanierung der gesamten Heizungsanlagen, der Einbringung einer Wärmedämmung von innen und im Dach, der Erneuerung aller Fenster, der IT- und Elektrotechnik, der Erneuerung und Neuanlage von WC-Anlagen, Schönheitsreparaturen sowie der Erneuerung der Hof- und Außengelände. Die Kostenschätzungen für alle notwendigen Planungen und Arbeiten am gesamten Gebäude belaufen sich auf rund 32 Millionen Euro.
Dieses Gebäude und das Deutschlandhaus sind die einzigen auf dem Gebiet der Stadt Essen, die einen in Betrieb befindlichen Paternosteraufzug besitzen. Das Büro, in dem zuletzt der Generalbevollmächtigte der Firma Krupp, Berthold Beitz, saß, ist samt Tresor und Konferenzsaal erhalten.

## Turmhaus 1908–1976
Aufgrund der stetigen Expansion der Gussstahlfabrik, die zeitweise eine größere Ausdehnung besaß als das eigentliche Essener Stadtgebiet, war auch für deren Verwaltung mehr Raum erforderlich geworden. Ein neuer Gebäudekomplex sollte ein zu klein gewordenes Verwaltungsgebäude, das sich auch auf dem Werksgelände befand, ersetzen. Dieses 1912 offiziell eingeweihte Turmhaus Krupp wurde im Jahr 1976 abgerissen.

### Lage
Das Turmhaus stand auf dem Grundstück Altendorfer Straße 100, an der heutigen Ecke zur Thyssen-Krupp-Allee, die erst mit dem Bau des ThyssenKrupp Hauptquartiers angelegt wurde. Hier befindet sich seit 2005 ein Autohaus, bei dessen Bau Fundamentreste des Turmhauses freigelegt wurden. Die äußere Grenze der Gebäudefront lag zwischen den beiden Fahrtrichtungen der heutigen Straßenbahntrasse in der Straßenmitte der damals deutlich schmaleren Altendorfer Straße. Der namensgebende, etwa sechzig Meter hohe Turm befand sich etwa in der Mitte der heutigen Straßenkreuzung.
Die Straßenbahnhaltestelle vor der Hauptverwaltung auf der Altendorfer Straße trug bis zur Fertigstellung des neuen ThyssenKrupp-Hauptquartiers die Bezeichnung Krupp Hauptverwaltung, davor bis 1991 Haupteingang. In Zusammenhang mit der (gescheiterten) Einführung des Spurbusses wurde die Haltestelle zwischenzeitlich umgebaut und heißt nun ThyssenKrupp. Hier beginnt die Ost-West-Spange der Stadtbahn Essen.

### Bau und Eröffnung
1905 war mit der Planung eines neuen Hauptverwaltungsgebäudes begonnen worden. Es sollte auf dem Grundstück entstehen, auf dem zuvor die Erste Mechanische Werkstatt stand. Diese wurde bis 1908 abgetragen, so dass im Mai des Jahres mit der Errichtung des Neubaus begonnen werden konnte. Im Dezember 1910 wurden die ersten Büros bezogen. Die Fertigstellung des gesamten Komplexes mit dem Turm, der die äußere Bedeutung als Unternehmenszentrale hervorhob, folgte im Jahr darauf. Im Rahmen der Hundertjahrfeier des Unternehmens Fried. Krupp fand am 8. August 1912 die offizielle Einweihung in der Ehrenhalle des sogenannten Turmhauses statt. Unter den anwesenden Gästen befanden sich auch Kaiser Wilhelm II. und Reichskanzler Theobald von Bethmann Hollweg.
Das Fundament wurde unter Berücksichtigung möglicher Bergschäden durch den Steinkohlenbergbau konzipiert. Eine Stahlkonstruktion trug das gesamte Gebäude inklusive aller Decken und Dächer. Das Mauerwerk hatte für sich selbst tragende Wirkung. Im Fundament verbarg man im sogenannten Rohrkeller das Leitungsnetz für Frisch- und Abwasser, Heizung und Frischluft. Ein Frischluftsystem mit Filteranlage führte den Räumen mithilfe von Ventilatoren frische Luft zu und saugte verbrauchte Luft ab. Das war nötig, da die umliegende Gussstahlfabrik einen enormen Schadstoffausstoß verursachte und deshalb ein Öffnen der Fenster kaum den gewünschten Erfolg brachte.

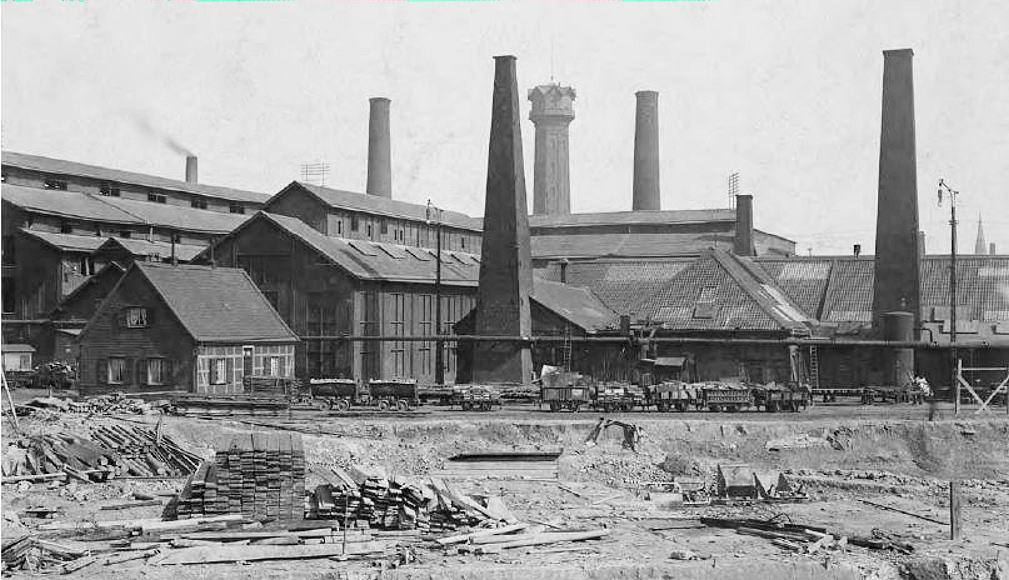
Vorn Baustelle des Turmhauses auf dem Gelände der abgetragenen Ersten Mechanischen Werkstatt, dahinter das Stammhaus und der Schmelzbau
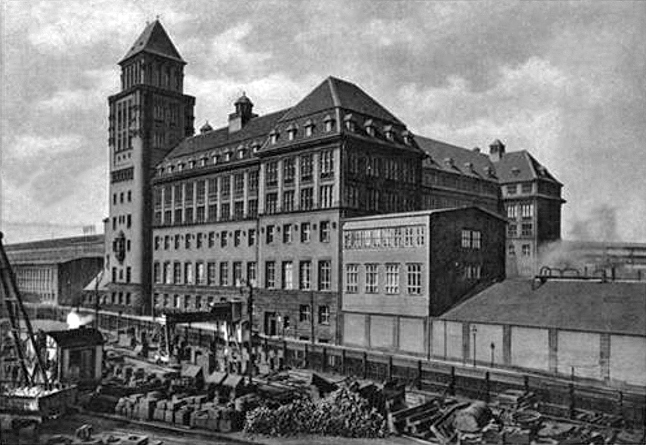
Turmhaus um 1913 von Südosten
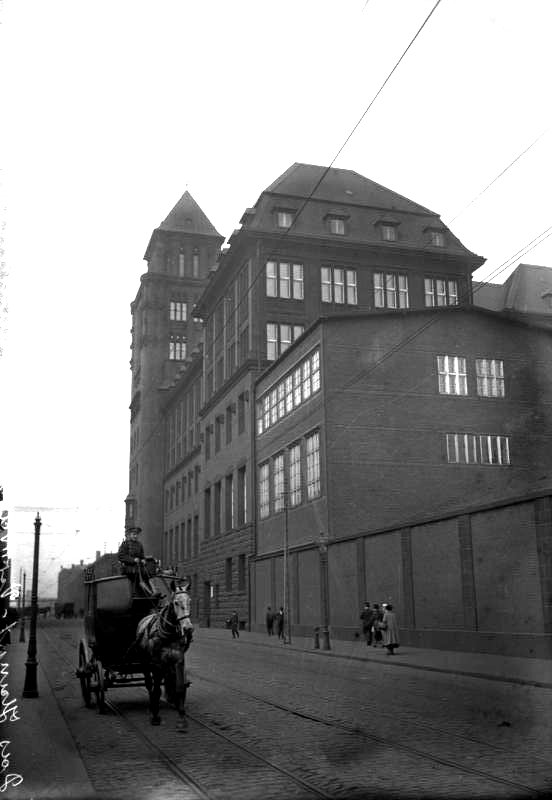
Turmhaus um 1913 von Osten
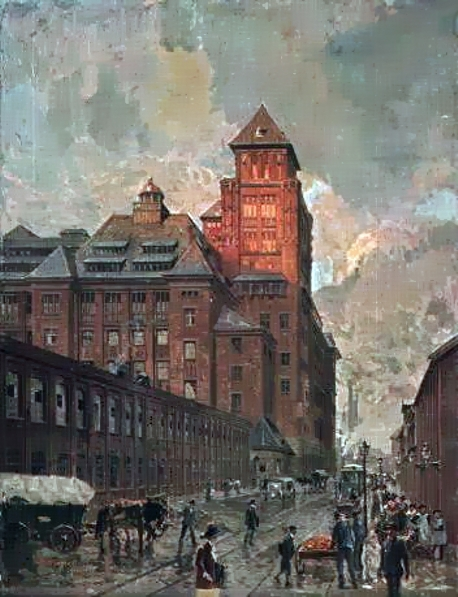
Turmhaus um 1913 von Westen

### Nutzung
Das bis zu siebengeschossige Turmhaus bot Büroflächen für alle kaufmännischen Abteilungen, wie der Hauptkasse, der Buchhaltung und dem Rechnungsrevisionsbüro. Hinzu kam das Zentralbüro, die Zentralregistratur und Büros des gesamten technischen Bereichs sowie die Direktion. In den 1940er Jahren arbeiteten rund 2.000 Angestellte im Turmhaus.
Das gesamte Gebäude wurde durch je ein Treppenhaus in jeder der vier Ecken des Baukörpers erschlossen. Dazu gab es Paternosteraufzüge, Aktenaufzüge und einen Lastenaufzug, der Lebensmittel in die im sechsten Obergeschoss befindliche Küche beförderte, an die ein Speisesaal angrenzte. Zugang zu den Treppen gab es von außen oder dem großen Innenhof. Dieser, und ein überdachter Lichthof, in dem sich Terrassen der Küche und des Speisesaals befanden, wurden zur besseren Belichtung der Büroräume angelegt.

### Zweiter Weltkrieg und die Folgen
Im Zweiten Weltkrieg erlitt das Gebäude durch Luftangriffe erhebliche Schäden. Erst nach 1950 wurde es teilweise wiederaufgebaut. Einige Teile, wie die einsturzgefährdete Ehrenhalle, wurden nie wieder genutzt. Einen kompletten Wiederaufbau gab es bis zuletzt nicht, da die alte Gussstahlfabrik in großen Teilen im Krieg zerstört oder danach zu Reparationsleistungen demontiert worden war.

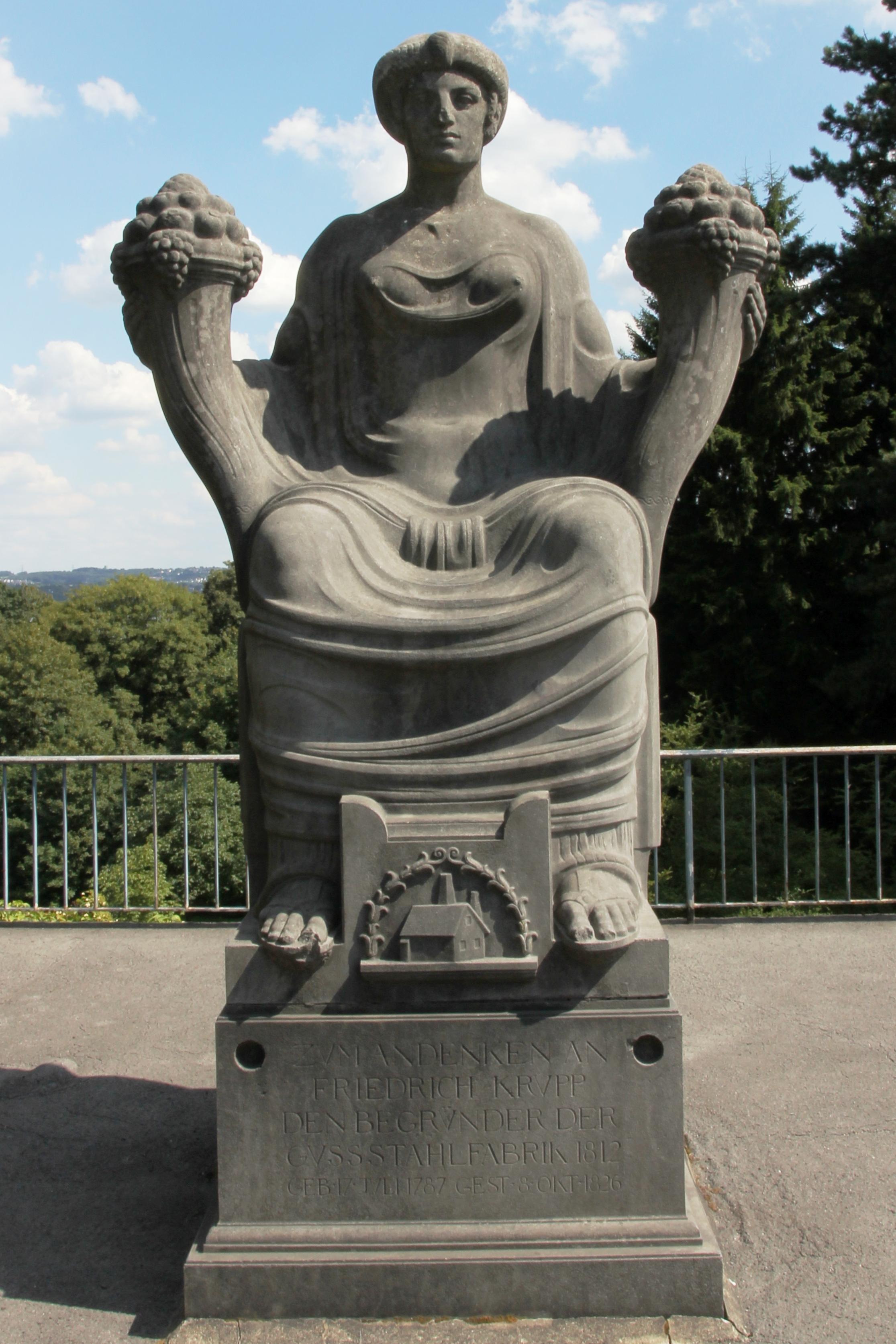
Skulptur Allegorie der Arbeit von Hugo Lederer, einst im Turmhaus, heute an der Villa Hügel

Zuletzt gab es in der Krupp-Hauptverwaltung noch etwa 300 Beschäftigte. Da Unterhalts- und Instandsetzungskosten nicht mehr tragbar waren, wurden die letzten Angestellten auf andere Gebäude verteilt, so dass das Turmhaus überflüssig wurde.
Im Mai 1976 wandten sich Essener Hochschullehrer um Lutz Niethammer in einem Brief an den Essener Oberbürgermeister Horst Katzor, um den bevorstehenden Abriss des Turmhauses noch zu verhindern. Sie schlugen vor, das zu klein gewordene Ruhrlandmuseum, das sich damals an der Bismarckstraße befand, im Gebäudekomplex des Turmhauses unterzubringen. Die Akademiker sprachen in dem Brief von unverzeihlicher Vernichtung eines besonders wichtigen historischen Denkmals und es sei unverständlich, wie das wertvolle Gebäude, das zum Inbegriff der Firma Krupp geworden sei, ohne Wissen des Landeskonservators zum Abbruch freigegeben werden konnte.
Schließlich wurde im Mai 1976 mit den Abrissarbeiten des Turmhauses begonnen. Dabei beendete man die Arbeiten an der Erdoberfläche, so dass zunächst Reste des Kellergeschosses samt dem darunter befindlichen Rohrkeller im Boden erhalten blieben. Aus der Ehrenhalle wurden die Skulptur Allegorie der Arbeit von Bildhauer Hugo Lederer aus dem Jahr 1936 und diverse Wandtafeln vor dem Abriss in Sicherheit gebracht. Die Skulptur von Lederer steht heute bei der Villa Hügel. Sie trägt die Inschrift „Zum Andenken an Friedrich Krupp, den Begründer der Gußstahlfabrik 1812, Geb. 17. Juli 1787 Gest. 8. Okt. 1826“ sowie ein kleines Abbild des Stammhauses Krupp.
Nach dem Abriss wurde das Grundstück teils begrünt und teils zur Verbreiterung der Altendorfer Straße genutzt. 2005 errichtete man auf der Grünfläche ein Autohaus, das am 7. Juli 2006 eröffnete. 2009 legte man die angrenzende Thyssen-Krupp-Allee an.

## Hauptverwaltungsgebäude 1874
Vom alten Verwaltungsgebäude aus dem Jahr 1874 wurde ein geschlossener Verbindungsgang zum Turmhaus angelegt. Dieses Gebäude befand sich nordwestlich des Turmhauses und diente nach dessen Abriss noch bis Anfang der 1990er Jahre der in den 1970er Jahren errichteten, nördlich angrenzenden Krupp-Lehrwerkstatt als Verwaltung. 2005 wurden auch dieses Verwaltungsgebäude und die Hallen der Lehrwerkstatt im Zuge des städtebaulichen Projektes Krupp-Gürtel niedergelegt.